# Sindulites
Sindulites es un género de foraminífero bentónico de la familia Nummulitidae, de la superfamilia Nummulitoidea, del suborden Rotaliina y del orden Rotaliida. Su especie tipo es Operculina sindensis. Su rango cronoestratigráfico abarca el Paleoceno.

## Discusión
Sindulites ha sido considerado un sinónimo posterior de Ranikothalia.

## Clasificación
Sindulites incluye a la siguiente especie:
- Sindulites sindensis